# Iñaki Godoy
Iñaki Godoy Jasso (Cidade do México, 25 de agosto de 2003 ) é um ator mexicano. Ele é conhecido por séries de televisão como Quem matou Sara? (2021) e The Imperfects (2022). Ele também interpretou o personagem Monkey D. Luffy na adaptação em live-action de One Piece, lançada em 2023.

## Biografia e carreira
Iñaki Godoy Jasso nasceu em 25 de agosto de 2003 na Cidade do México. Um mês após seu primeiro aniversário, nasceu sua irmã Mia, que ele considera sua melhor amiga. Na infância, ele foi incentivado a praticar vários esportes, embora, segundo ele, não fosse bom em nenhum deles. Por isso, quando tinha quatro anos de idade, sua mãe decidiu matriculá-lo em uma escola de teatro musical para crianças chamada Stage Company, localizada no Teatro Libanês, na Cidade do México, depois de perceber suas qualidades artísticas. Nessa escola, ele participou de várias peças, com destaque para Alice no País das Maravilhas, em que seu desempenho foi bem recebido pelo público, o que despertou nele um interesse real pela atuação.
Quando completou nove anos, ele contou à mãe sobre seu desejo de se tornar ator profissional, algo que ela apoiou desde que ele perguntasse aos professores o que deveria fazer, então Godoy pediu ajuda a uma de suas professoras para descobrir como começar. Ela lhe deu uma lista de sites de redes sociais que sua mãe poderia seguir para obter informações, acrescentando que entraria em contato com ele se houvesse alguma audição para ele. Depois de algum tempo, ele conseguiu uma audição e conseguiu um pequeno papel em um programa chamado Cocina de hacienda, o que o entusiasmou e reafirmou seu desejo de se tornar ator.  Depois desse trabalho, ele continuou a participar das poucas audições que lhe eram oferecidas e teve aulas de atuação na Stage Company. Além disso, nos verões, ele frequentava um acampamento localizado no sul da Califórnia, EUA, chamado Pali Adventures, onde havia um programa de atuação e cinema, no qual ele aprendia a escrever e atuar para pessoas de todas as idades e nacionalidades. O tempo que passou lá também lhe permitiu aprender a dirigir, então, alternando entre a atuação e a escola, ele escreveu e dirigiu vários curtas-metragens, incluindo Blinded e Casiarte.
Em 2016, aos 13 anos de idade, ele conseguiu seu primeiro papel importante na série americana em espanhol La querida del Centauro, da Telemundo, onde interpretou Amadeo "El Gato", um personagem recorrente que ele interpretou até a segunda temporada do programa, que estreou em 2017. Sua filmografia continuou com papéis pequenos e coadjuvantes em séries como Blue Demon (2016), Por la Máscara: La Serie Web (2018), Sin miedo a la verdad (2019) e Los elegidos (2019), até chegar ao seu primeiro papel de protagonista aos 17 anos, com sua estreia no cinema em ¡Ánimo Juventud!, lançado em 2020. No mesmo ano, foi indicado ao prêmio de melhor filme na 18ª edição do Festival Internacional de Cinema de Morelia. Depois desse trabalho, ele começou a filmar os filmes MexZombies, apresentados no Toronto After Dark Film Festival, e No Abras La Puerta, ambos nos quais foi protagonista e que foram lançados em 2022. Além dos lançamentos mencionados acima, ele apareceu na televisão na série Quem matou Sara? em suas duas primeiras temporadas, e em sua primeira produção em inglês,The Imperfects, ambas produzidas pela Netflix.
Em meio a todos esses papéis, em 2021, Godoy foi anunciado como o ator que interpretaria Monkey D. Luffy, o personagem principal do mangá e anime One Piece, na série da Netflix de mesmo nome, com a primeira temporada prevista para estrear em 31 de agosto de 2023.

## Filmografia

### Televisão
| Ano     | Título                     | Papel                |
| ------- | -------------------------- | -------------------- |
| 2016-17 | A querida do Centauro      | Amadeo «El Gato»     |
| 2016    | Blue Demon                 | Blue Demon (criança) |
| 2018    | Pela Máscara: A Série Site | Aurelio (jovem)      |
| 2019    | Sem medo à verdade         | El Chinos            |
| 2019    | Os eleitos                 | Bruno                |
| 2021    | Quem matou Sara?           | Bruno Lazcano        |
| 2022    | The Imperfects             | Juan Ruíz            |
| 2023    | One Piece                  | Monkey D. Luffy      |

### Cinema
| Ano  | Título            | Papel  |
| ---- | ----------------- | ------ |
| 2020 | Ânimo Juventude!  | Pedro  |
| 2022 | MexZombies        | Tavo   |
| 2022 | Não abras a porta | Fausto |